# Jacob Estrin
Jacob Borisovitsj Estrin (Russisch: Яков Борисович Эстрин) (Moskou, 21 april 1923 – aldaar, 2 februari 1987) was in 1975 wereldkampioen correspondentieschaak. In 1966 werd hij ICCF meester en in 1984 ICCF grootmeester. Als bordspeler was hij internationaal meester. In 1960 werd hij samen met Georgy Borisenko kampioen van de Sovjet-Unie in correspondentieschaak. Estrin heeft ook een aantal openingsboeken geschreven over Tweepaardenspel, Traxlertegengambiet en Grünfeld-Indisch. Hij was ingenieur van opleiding en beroep.